# Colobothea batesi
Colobothea batesi es una especie de escarabajo longicornio del género Colobothea, categorizada en la tribu Colobotheini, de la subfamilia Lamiinae. Fue descrita por Tavakilian & Santos-Silva en 2022.

## Descripción
Mide 11,8-24,15 mm de longitud.

## Distribución
Se distribuye por Bolivia, Brasil, Guayana Francesa y Perú.